# Ariobarzanes 1. af Kappadokien
Ariobarzanes 1. Filorhomaios (? – efter 63 f.Kr.) var konge af Kappadokien og grundlægger af et nyt kappadokisk kongehus.
Ariobarzanes kom til magten i Kappadokien da romerne afviste kong Ariarathes 9. Eusebes Filopators krav på riget. Ariobarzanes blev bakket op af Sulla i sin nye kongemagt. I de næste år var Ariobarzanes flere gange fordrevet fra Kappadokien pga. kong Tigranes den Store af Armeniens gentagne invasioner. Under den Tredje Mithridatiske Krig ekspanderede Ariobarzanes sit kongerige, da Armenien som stormagt var i opløsning.
Omkring 63 f.Kr. abdicerede han til fordel for sønnen Ariobarzanes 2. Filopator. Ariobarzanes havde også en datter, der blev gift med kong Antiochos 1. Theos af Kommagene.